# 岐阜労働局

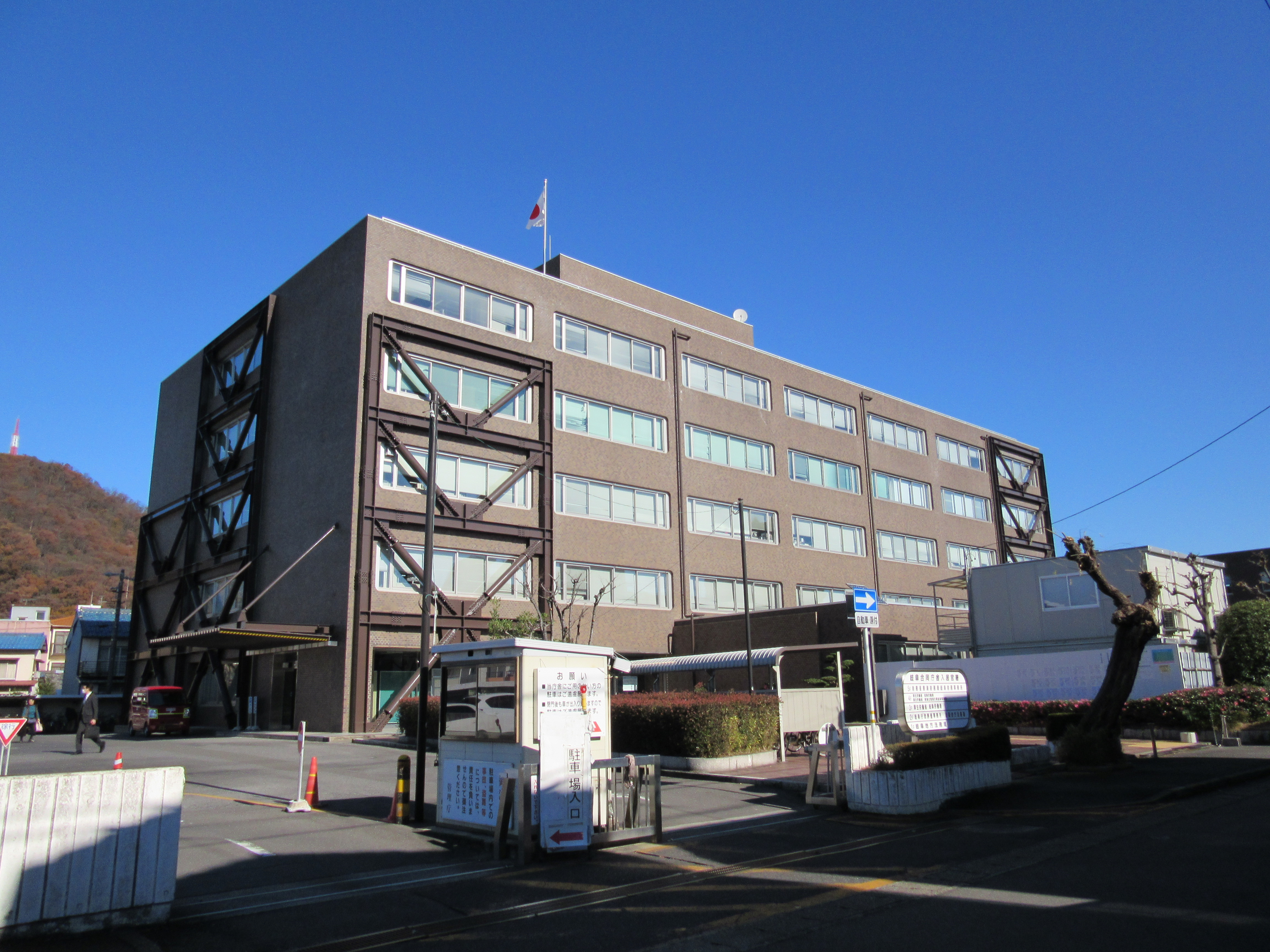
岐阜合同庁舎（金竜町庁舎）

岐阜労働局（ぎふろうどうきょく）は、岐阜県岐阜市にある日本の都道府県労働局で、岐阜県を管轄している。

## 所在地
- 本局
  - 岐阜県岐阜市金竜町5-13 岐阜合同庁舎（金竜町庁舎）
  - 岐阜県岐阜市金町4-30 明治安田生命岐阜金町ビル3階（金町庁舎）

## 組織
局長
- 総務部
  - 総務課、労働保険徴収室
- 労働基準部
  - 監督課、健康安全課、賃金室、労災補償課
- 職業安定部
  - 職業安定課、職業対策課、需給調整事業室、助成金センター、求職者支援室
- 雇用環境・均等室

## 出先機関
- 労働基準監督署（7署）
  - 岐阜労働基準監督署（岐阜市）
  - 大垣労働基準監督署（大垣市）
  - 高山労働基準監督署（高山市）
  - 多治見労働基準監督署（多治見市）
  - 関労働基準監督署（関市）
  - 恵那労働基準監督署（恵那市）
  - 岐阜八幡労働基準監督署（郡上市）

- 公共職業安定所（ハローワーク、8所2出張所）
  - 岐阜公共職業安定所（岐阜市）
  - 大垣公共職業安定所（大垣市）
    - 揖斐出張所（揖斐郡揖斐川町）

  - 多治見公共職業安定所（多治見市）
  - 高山公共職業安定所（高山市）
  - 恵那公共職業安定所（恵那市）
  - 関公共職業安定所（関市）
    - 岐阜八幡出張所（郡上市）

  - 美濃加茂公共職業安定所（美濃加茂市）
  - 中津川公共職業安定所（中津川市）

## 管轄
- 岐阜県全域